# Trechisporales
Trechisporales K.H. Larss. – rząd grzybów należący do klasy pieczarniaków (Agaricomycetes).

## Charakterystyka
Grzyby nadrzewne lub naziemne. Owocniki rozpostarte, siedzące lub klawarioidalne. Hymenofor gładki, gruzełkowaty, hydnoidalny lub poroidalny. System strzępkowy monomityczny lub dimityczn, przegrody strzępek są czasami napęczniałe. Obecność lub brak cystyd. Podstawki 4–6 sterygmowe. Bazydiospory gładkie lub zdobione.

## Systematyka
Według Index Fungorum bazującego na Dictionary of the Fungi rząd Trechisporales to takson monotypowy z jedną rodziną:
- rodzina Hydnodontaceae Jülich 1982
  - Brevicellicium K.H. Larss. & Hjortstam 1978 – naloteczek
  - Dextrinocystis Gilb. & M. Blackw. 1988
  - Dextrinodontia Hjortstam & Ryvarden 1980
  - Fibriciellum J. Erikss. & Ryvarden 1975
  - Hydnodon Banker 1913
  - Litschauerella Oberw. 1966 – błonkóweczka
  - Luellia K.H. Larss. & Hjortstam 1974
  - Scytinopogon Singer 1945
  - Sistotremastrum J. Erikss. 1958 – wielozarodnikowiec
  - Sphaerobasidium Oberw. 1965
  - Subulicystidium Parmasto 1968 – szydłowniczek
- rodzaje incertae sedis:
  - Trechispora P. Karst. 1890 – szorstkozarodniczka
  - Sertulicium Spirin, Volobuev & K.H. Larss. 2021

Nazwy polskie według W. Wojewody.